# Asmundtorps distrikt
Asmundtorps distrikt är ett distrikt i Landskrona kommun och Skåne län. 
Distriktet ligger öster om Landskrona. 

## Tidigare administrativ tillhörighet
Distriktet inrättades 2016 och utgörs av en del av området Landskrona stad omfattade till 1971, delen som före 1969 utgjorde Asmundtorps socken.
Området motsvarar den omfattning Asmundtorps församling hade vid årsskiftet 1999/2000.